# Isabel Cademartori
Isabel Andrea Cademartori Dujisin (nascida a 9 de janeiro de 1988) é uma política alemã que foi eleita membro do Bundestag por Mannheim nas eleições federais de 2021.

## Carreira política
Em 2019 começou a servir como vereadora em Mannheim.
Ela foi eleita para o Bundestag nas eleições federais alemãs de 2021.

## Vida pessoal
O avô de Cademartori, o economista e cientista político José Cademartori (* 1930) foi membro do Partido Comunista do Chile e sob Salvador Allende foi brevemente Ministro da Economia, Desenvolvimento e Reconstrução entre 5 de julho e 11 de setembro de 1973. Após o golpe no Chile em 1973 por Augusto Pinochet, a família teve que fugir da América do Sul e veio para a Alemanha Oriental via Venezuela e Cuba, onde os seus pais se conheceram enquanto estudavam na Universidade de Leipzig.